# Valdir Mamede
Valdir Mamede (* 21. Juli 1961 in Silvianópolis, Brasilien) ist ein brasilianischer Geistlicher und emeritierter römisch-katholischer Bischof von Catanduva.

## Leben
Valdir Mamede empfing am 21. Mai 1988 die Priesterweihe.
Papst Benedikt XVI. ernannte ihn am 6. Februar 2013 zum Titularbischof von Naissus und zum Weihbischof in Brasília. Die Bischofsweihe spendete ihm der Erzbischof von Brasília, Sérgio da Rocha, am 16. März desselben Jahres; Mitkonsekratoren waren José Kardinal Freire Falcão, Alterzbischof von Brasília, und João Bosco Oliver de Faria, Erzbischof von Diamantina.
Papst Franziskus ernannte ihn am 10. Juli 2019 zum Bischof von Catanduva. Die Amtseinführung fand am 31. August desselben Jahres statt.
Am 1. November 2023 nahm Papst Franziskus das vorzeitige Rücktrittsgesuch von Valdir Mamede an.